# سنجاب کوتوله آسیایی
سنجاب کوتوله آسیایی (نام علمی: Exilisciurus) نام یک سرده از تیره سنجاب است.